# Wolfgang Ries
| 117156 Altschwendt    | 23 agosto 2004    |
| 128585 Alfredmaria    | 18 agosto 2004    |
| 128586 Jeremias       | 16 agosto 2004    |
| 136367 Gierlinger     | 10 marzo 2004     |
| 144333 Marcinkiewicz  | 20 febbraio 2004  |
| 154865 Stefanheutz    | 9 settembre 2004  |
| 157533 Stellamarie    | 10 ottobre 2005   |
| 172932 Bachleitner    | 1º maggio 2005    |
| 173002 Dorfi          | 17 luglio 2006    |
| 207754 Stathiskafalis | 21 settembre 2007 |
| 218400 Marquardt      | 22 agosto 2004    |
| 227770 Wischnewski    | 30 ottobre 2006   |
| 229425 Grosspointner  | 11 ottobre 2005   |
| 229440 Filimon        | 27 ottobre 2005   |
| 229723 Marcoludwig    | 11 aprile 2007    |
| 266286 Bodenmüller    | 21 gennaio 2007   |
| 282897 Kaltenbrunner  | 15 aprile 2007    |
| 328432 Thomasposch    | 7 ottobre 2008    |
| 342000 Neumünster     | 2 settembre 2008  |
| 382900 Rendelmann     | 6 settembre 2004  |

Wolfgang Ries (1968) è un astronomo austriaco.

## Biografia
Wolfgang Ries compie le proprie osservazioni dall'osservatorio provato Seng ad Altschwendt nell'Alta Austria.
Il Minor Planet Center gli accredita la scoperta di centosettantasette asteroidi, effettuate tra il 2004 e il 2009.

## Omaggi
- Gli è stato dedicato l'asteroide 266887 Wolfgangries.[3]